# الصلبة (المخادر)

تعديل مصدري - تعديل

الصلبة هي إحدى قرى عزلة المعشار بمديرية المخادر التابعة لمحافظة إب، بلغ تعداد سكانها 161 نسمة حسب تعداد اليمن لعام 2004.